# شعوب منعزلة
الشعوب المنعزلة هي مجتمعات أو مجموعات من الشعوب الأصلية تعيش دون تواصل ثابت لها مع المجتمعات المجاورة والمجتمع العالمي، وتتضمن «الشعوب الأصلية المنعزلة طوعًا». في عام 2013، اعتقد بوجود نحو 100 قبيلة منعزلة حول العالم، يعيش نصفهم في غابات الأمازون المطيرة.
تأتي معرفتنا بالشعوب المنعزلة بغالبيتها من لقاءاتهم مع مجتمعات السكان الأصليين المجاورة لهم ومن الصور الملتقطة من الجو.

## التعريف
رغم إمكانية حصول تواصل أو جلب منتجات من الخارج، تحافظ الشعوب المنعزلة على نمط حياة منعزل غير مقصود، أو بعيدًا عن الحاجة، أو طواعية. من أجل التركيز على وكالتهم بكونهم منعزلين أو بعيدين عن التواصل، تشدد المنظمات الدولية على دعوتهم «بالسكان الأصليين المنعزلين» أو «ضمن عزلة طوعية». يطلق عليهم خلافًا لذلك «الشعوب ذات الاتصال البدائي»، أو «الشعوب المخفية»، «أو القبائل المنعزلة»، أو يطلق عليهم بالخطأ «القبائل الضائعة».

## علاقتهم مع الدخلاء
تتباين الآراء بين الأنثروبولوجيين والحكومات الوطنية والمجتمع الطبي حول كيفية التعامل مع الشعوب المنعزلة. في إحدى الحالات المتطرفة، ادعى الرئيس البيروفي آلن غارسيا سنة 2007 أن الجماعات المعزولة ليست سوى «فبركة من صنع المدافعين عن البيئة العازمين على وقف استكشاف النفط والغاز».
يدعو نشطاء حقوق الشعوب الأصلية إلى ترك الشعوب الأصلية المنعزلة وشأنها، قائلين أن الاحتكاك لهم يتعارض مع حقهم بتقرير مصيرهم كشعب. شرعت البلدان في وضع سياسة لتركهم وشأنهم، إلا أن مثل هذه القوانين كثيرًا ما يصعب وضعها حيز التنفيذ أو يُقلل من أهميتها. نظرًا لافتقار الشعوب المنعزلة المناعة أمام الأمراض المعدية، فقد يموت ما يصل إلى نصفهم بسبب الأمراض التنفسية بعد أول اتصال لهم.
ثمة نهج آخر يتمثل بإجراء اتصالات خاضعة للمراقبة، مثل بعض المناسبات النادرة التي تستخدمها المؤسسة الوطنية الهندية التابعة للدولة البرازيلية لمنع بعض النزاعات وتقديم اللقاحات. قد ترغب بعض الشعوب المنعزلة في إقامة علاقات تجارية وتعاملات اجتماعية مع الآخرين، ولكنها تختار العزلة بدافع الخوف من الدخول في صراع أو الاستغلال. عادة ما ترتبط التهديدات الأخرى برغبة العالم الخارجي باستغلال أراضيهم. يشمل ذلك استغلال الغابات، وتربية المواشي، والزراعة، والمضاربة على الأراضي، والتنقيب عن النفط والتعدين، والصيد غير المشروع. كما يشكل المبشرون الإنجيليون تهديدًا أيضًا.

### الحق في العزلة الذاتية
نظرًا لفهم المخاطر المحدقة بالاتصال بالشعوب المنعزلة، استحدث مجلس حقوق الإنسان التابع للأمم المتحدة عام 2009 ولجنة الدول الأمريكية لحقوق الإنسان مبادئ توجيهية وتوصيات إلى جانب الحق في العزلة الذاتية.

## الشعوب المنعزلة ضمن الثقافة الغربية
استخدمت الشعوب المنعزلة من أجل تلبية الرغبات المعاصرة لادعاء التواصل الأول معها أو اختلاق مفهوم من حالة الطبيعة، تم ذلك تاريخيًا من قبل المساعي الاستعمارية، واليوم من قبل الأشخاص الذين يدفعون لمشغلي الرحلات السياحية لتقديم جولات مجانية لاستكشافها. كانت الشعوب الأصلية، وتحديدًا تلك التي تعيش عزلة طوعية، هدفًا للاستكشاف الاستعماري والبحث عن الأسباط العشرة المفقودة، التي ارتبطت بهم على نحو غير صحيح، وفي بعض الأحيان تمت تسميتهم بناءًا على هذا الأساس.

## الهند

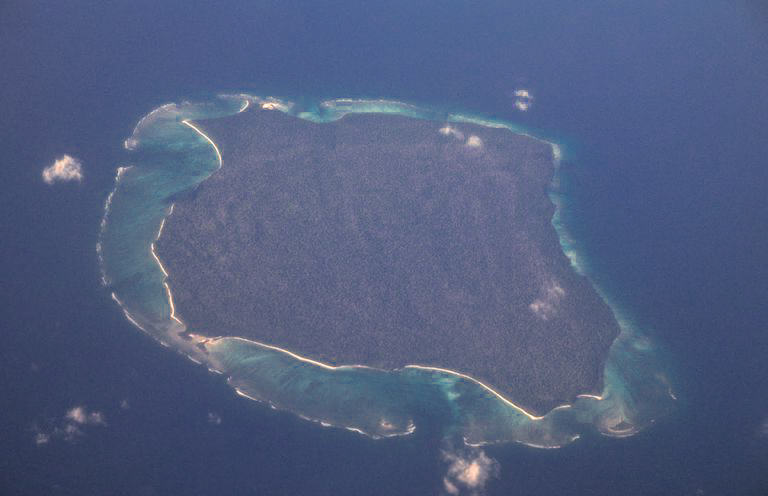
صورة جوية لجزيرة سينتينل

يرفض السينتينليزر الذين يقطنون جزيرة سينتينل الواقعة بالقرب من جزيرة أندامان الجنوبية في خليج البنغال، الاحتكاك. عادة ما قوبلت المحاولات بالاحتكاك بهم بالرفض، وأحيانًا ما شمل ذلك أساليبًا قاتلة. تختلف لغتهم بشكل ملحوظ عن اللغات الأخرى في جزر أندمان، مما يشير إلى أنهم منعزلون منذ آلاف السنين. أشار إليهم بعض الخبراء كأكثر الناس عزلة في العالم. ومن المرجح أنهم سيبقون كذلك. حاول بعض الأفراد مرارًا التوغل بينهم، رغم أن هذه المحاولات تتعارض مع القانون. في نوفمبر من العام 2018، قتل المبشر الأميركي جون ألين تشاو على يد السينتينليزر أثناء قيامه ببعثة غير قانونية له إلى الجزيرة. كان لدى تشاو نية تحويل القبيلة إلى المسيحية. ضمن الإحصاء السكاني في الهند لعام 2001، حددت بعثة مشتركة أجريت خلال فترة 23-24 فبراير 2001 ما لا يقل عن بضع عشرات من الأفراد، ولكن النتيجة لم تكن شاملة. أكدت مسوحات طائرات الهليكوبتر بعد زلزال وتسونامي المحيط الهندي عام 2004 نجاة السينتينليزر، ومنذ ذلك الحين كانت هناك بعض التفاعلات المحدودة معهم. تبنت إدارة جزر أندمان ونيكوبار سياسة «المراقبة وعدم التدخل» لضمان عدم دخول أي صيادين غير مشروعين إلى الجزيرة. تم وضع نظم للطواف البحري حول جزيرة سينتينل الشمالية وإبلاغه بالتشاور مع الحكومة الهندية.
تعيش قبيلة أندمانية أخرى تدعى «جاراوا» على الجزيرة، وهي معزولة إلى حد كبير عن الشعوب الأخرى. يعتقد أن عددهم يبلغ بضع مئات.

## أمريكا الجنوبية
تعيش نحو 50 مجموعة من الشعوب الأصلية في الأمريكتين في عزلة.

### بوليفيا
التورومونا هم شعب منعزل يعيش بالقرب من نهر ماديدي العلوي ونهر هيث في شمال غرب بوليفيا. خصصت الحكومة حصة من الأرض «حصرية، محمية، ولا يجوز انتهاكها» من حديقة ماديدي الوطنية لحماية التورومونا.
توجد بين شعب أيوريو في منطقة غران تشاكو عدد قليل من الباحثين عن الطعام الرحّل ضمن منتزه كا-إيا ديل غران تشاكو الوطنية والمنطقة الطبيعية للإدارة المتكاملة.
يعتقد أن الباكاوارس يعيشون عزلة طوعية في إدارة باندو.

### البرازيل
حتى سبعينيات القرن العشرين، حاولت البرازيل دون جدوى نقل أي شخص يعيش على أراضٍ يمكن استصلاحها لغرض تجاري. ثم في العام 1987، أنشأت قسم الهنود المعزولين ضمن المؤسسة الوطنية الهندية، مسهلة أعمال كل من سيدني بوسويلو وخوسيه كارلوس ميريليس، وأعلنت منع الدخول الكامل لمنطقة وادي جافاري التي تغطي مساحة 85.444.82 كم مربع. في عام 2007، أبلغت المؤسسة الوطنية الهندية عن وجود 67 من الشعوب المنعزلة في البرازيل، الذين وصل عددهم إلى 40 عام 2005.
أوا هم شعب يعيش في شرقي غابات الأمازون المطيرة. هناك ما يقرب من 350 فردًا، منهم 100 ليس لديهم أي احتكاك مع العالم الخارجي. يعتبر هذا الشعب معرضًا لخطر شديدة بسبب الصراعات التي يتعرضون لها نتيجة مصلحة قطع الأشجار في أراضيهم.
يعيش شعب كاواهيفا في شمال ماتو غروسو. هم كثيرو التنقل عادة، ولا يتواصلون إلا قليلًا مع الأجانب. وعلى ذلك، فهم يعرفون أساسًا من خلال الأدلة المادية التي يتركونها خلفهم مثل السهام والسلال والأرجوحات الشبكية والبيوت المجتمعية.
يعيش شعب كوروبو في المنطقة السفلى من واري جافاري في حوض الأمازون الغربي. تشمل القبائل الأخرى كلًا من أورو-أو-وو-وو، وهيماريما. قد يوجد هناك شعوب منعزلة في الأراضي الأصلية أورو-أو-وو-وو والأراضي الأصلية شينان إيسولادوس.
في عام 2001، أصبحت الشعوب المنعزلة في البرازيل مهددة من قبل الباحثين عن الأراضي والحطابين وعمال مناجم الذهب غير القانونيين، كما أعلنت حكومة جايير بولسونارو نيتها تطوير منطقة الأمازون وتقليل مساحة محميات الشعوب الأصلية.

### كولومبيا
مع إنشاء محميات قبلية ضخمة ودوريات صارمة، تعتبر كولومبيا الآن واحدة من البلدان التي توفر الحماية القصوى للسكان الأصليين المنعزلين.
النوكاك هم شعب من الباحثين عن الطعام الرحل يعيشون بين نهري غوافياري وإنيريدا في جنوب شرق كولومبيا عند منابع حوض الأمازون الشمالي الغربي. هناك مجموعات تضم الكارابايو، ويوري، وباسيه ضمن حديقة ريو بوريه الوطنية.